# 절규
〈절규〉(노르웨이어: Skrik, 독일어: Der Schrei der Natur, 영어: The Scream of Nature; 1893-1910년 작)는 노르웨이의 예술가 에드바르 뭉크의 연작 중 하나인 표현주의 그림으로, 핏빛의 노을지는 하늘을 배경으로 괴로워하는 인물을 묘사하였다. 배경의 풍경은 노르웨이 오슬로(당시 크리스티아니아)의 이케베르크 언덕에서 보이는 오슬로피오르이다.

## 개요

### 이름, 소장한 미술관
작가가 생전에 붙인 제목은 <Schrei der Natur>(자연의 절규)이나 흔히 <The Scream>으로 알려져 있다. 최초의 유화 작품을 오슬로 국립 미술관이 소장 중이며, 템페라 작품과 판화 작품은 오슬로 뭉크 미술관이, 그리고 또 하나의 작품은 개인이 소장하고 있다. 우리에게 가장 잘 알려져 있는 작품은 오슬로 국립미술관이 소장하고 있는 유화 작품이다.뭉크 박물관에서는 두 유화 중 하나 (1910년)와 파스텔화를 소장하고 있으며, 노르웨이 내셔널 갤러리에서는 나머지 다른 유화 (1893년)를 소장하고 있다. 파스텔로 채색한 네 번째 작품은 노르웨이의 억만 장자 피터 올슨이 소장하고 있다. 또한 뭉크는 1895년에 석판화도 제작하였다.

### 뭉크의 글
해질녘이었고 나는 약간의 우울함을 느꼈다.
그때 갑자기 하늘이 핏빛으로 물들기 시작했다.
그자리에 멈춰선 나는
죽을 것만 같은 피로감으로 난간에 기댔다.
그리고 핏빛하늘에 걸친 불타는 듯한 구름과
암청색 도시가 있었다.
그때 자연을 관통하는 그치지 않는
커다란 비명 소리를 들었다."
뭉크가 1892년 1월에 남긴 글이다.

### 표현
화가의 절망적인 심리상태를 역동적인 곡선으로 표현했다.

## 도난
한편 <절규> 연작은 도난과의 지독한 악연으로 유명하다. 1994년 4명의 괴한이 오슬로 국립미술관의 창문을 깨고 사다리를 타고 넘어와 유화 버전의 작품을 훔쳐갔었다. 그들은 "Thanks for the poor security(빈약한 보안에 감사합니다.)".라는 메모를 남겨 놓고 유유히 사라졌다. 3개월 뒤 구매자를 가장한 경찰의 함정수사로 다행히 붙잡혔고 작품은 손상되지 않은 채 돌아와 다시 오슬로 국립미술관에서 전시 중이다.
2004년에는 3명의 복면 무장강도가 백주대낮에 오슬로 뭉크 미술관에 난입해, 당시 관람중이던 수십여명의 관람객을 위협한 뒤 너무나 간단하게 템페라 버전의 <절규>와 <마돈나>(성모 마리아)를 훔쳐갔었다. 이들 두 작품은 2006년에 다행히 되찾기는 했지만 노르웨이 경찰은 되찾은 과정에 대한 발표를 거부했고 이는 아직도 미스테리로 남아있다. <절규>는 왼쪽 하단부가 약간 습기로 손상되었고, <마돈나>는 오른쪽 테두리 부분이 좀 찢어지고 마돈나의 팔에 두 개의 구멍이 뚫린 채 발견되었다.

## 알려진 버전들

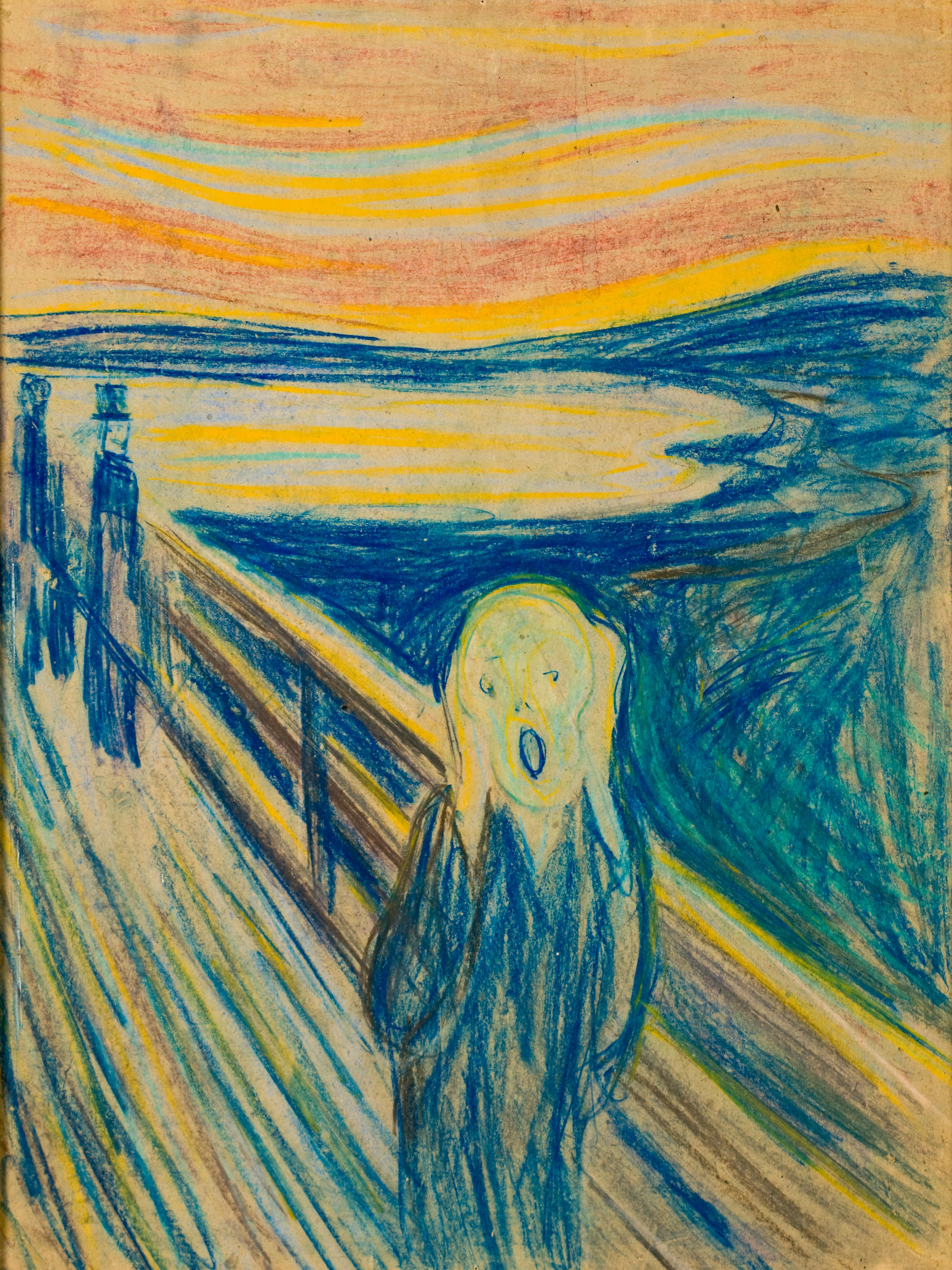
1893년 판지에 파스텔로 그려졌다. 《절규》의 가장 초기 버전.
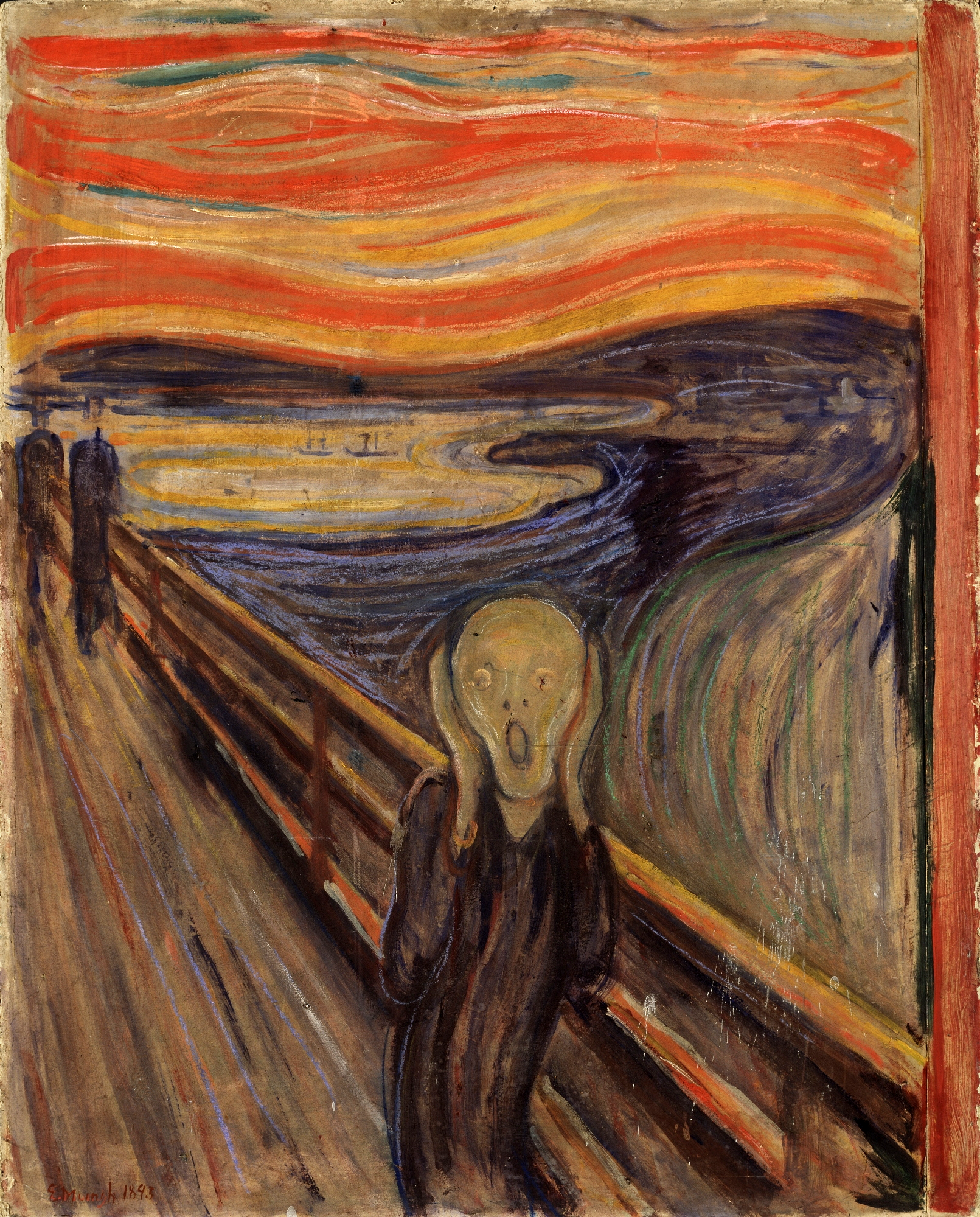
1893년 유화, 템페라, 파스텔로 판지에 그려졌다. 가장 널리 알려진 버전으로, 노르웨이 오슬로의 국립미술관에 보관되어있다.
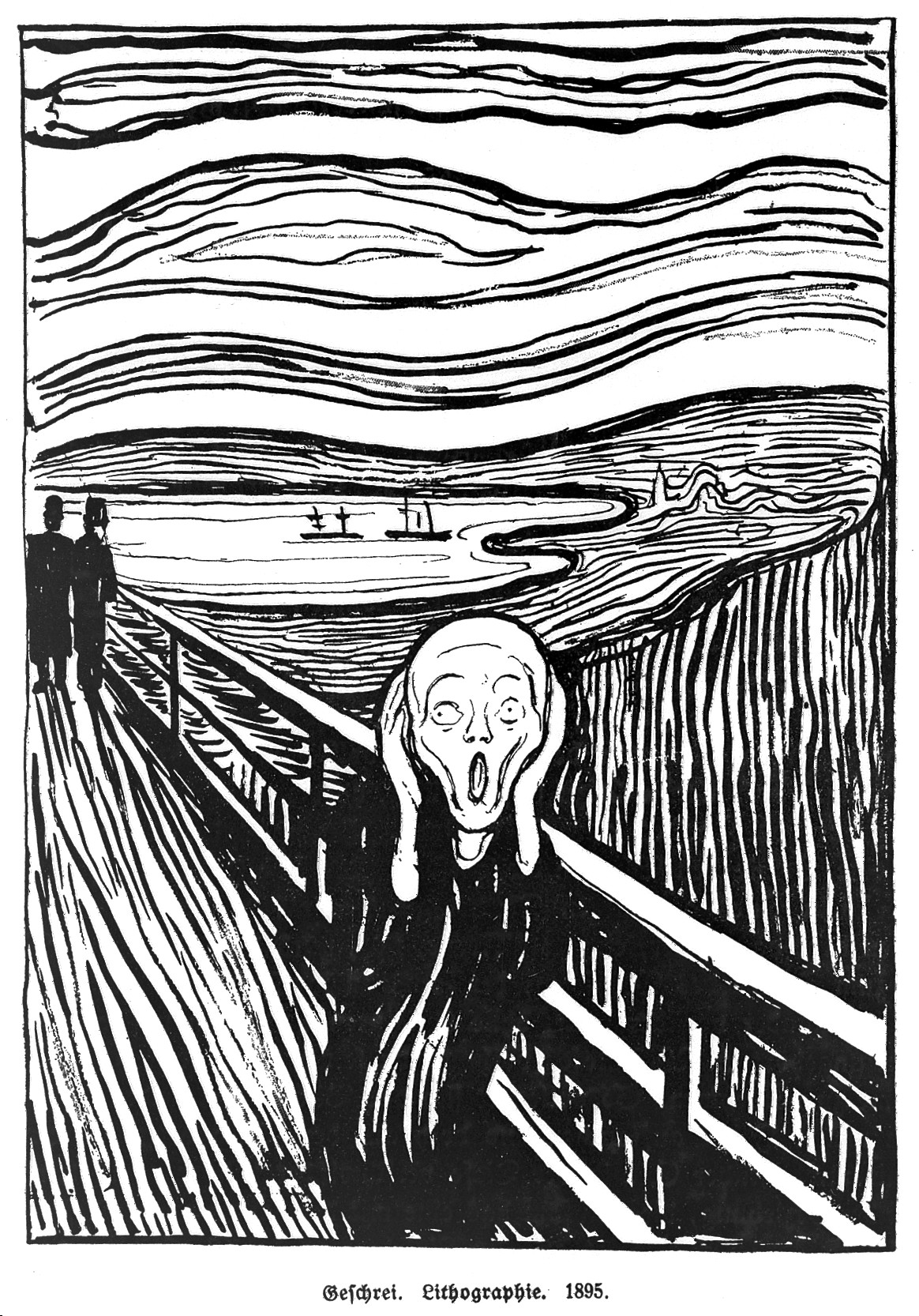
1895년 석판 인쇄.
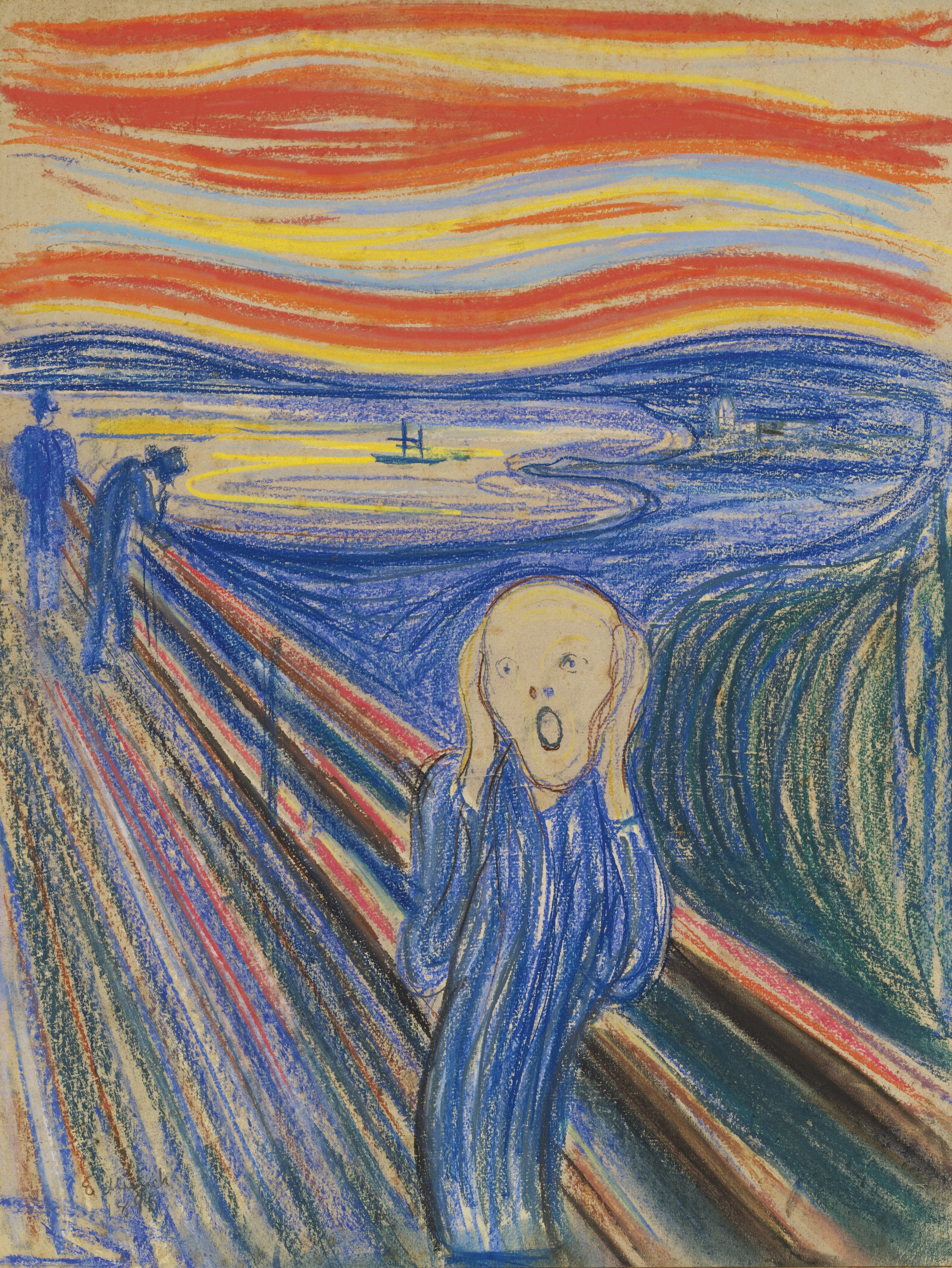
1895년 파스텔로 판지에 그려졌다. 2012년 소더비즈에서 1억 2000 달러 이상에 낙찰되었다.
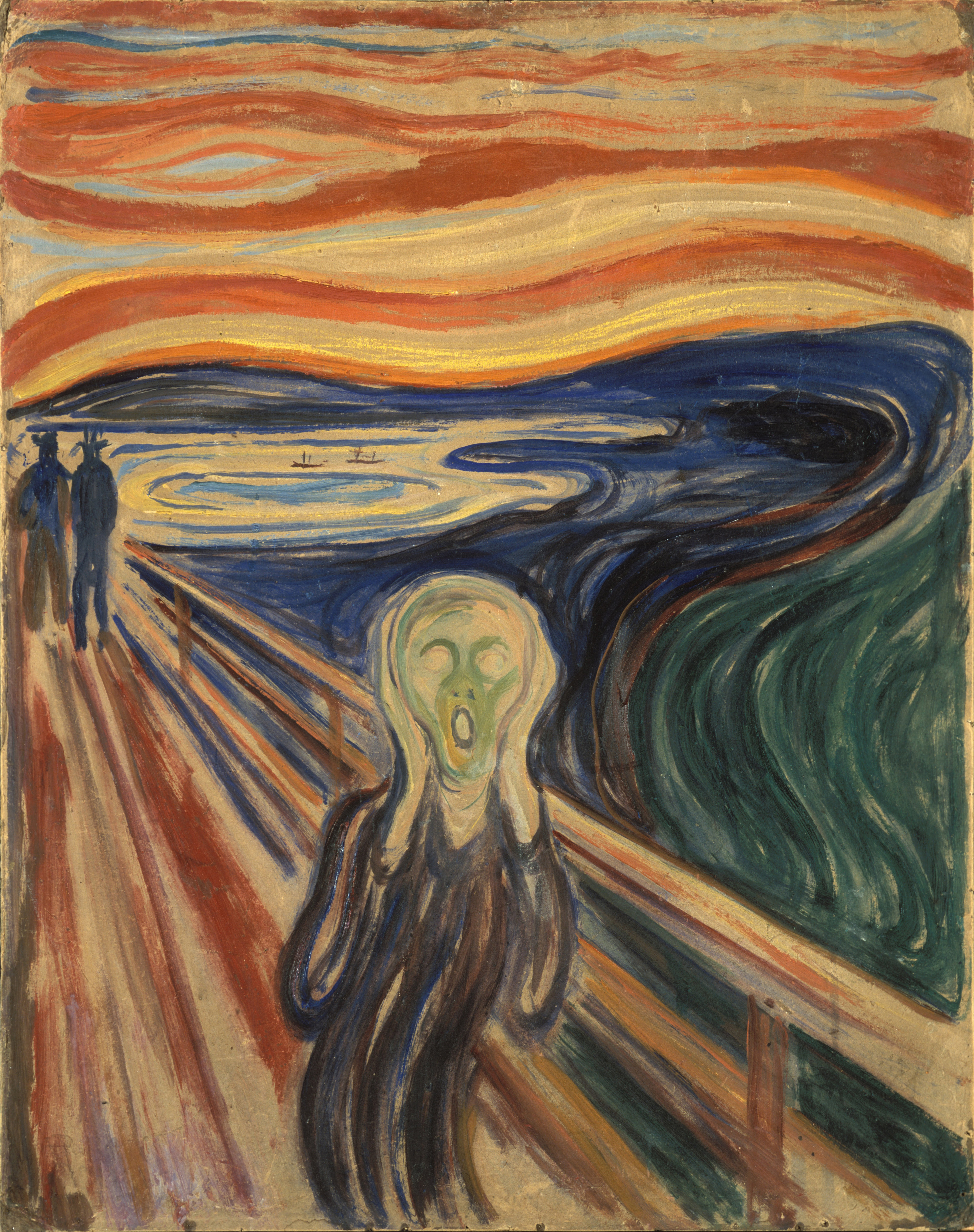
1910년 템페라로 판지에 그려졌다. 2004년 뭉크박물관에서 도난당했으나 2006년 되찾았다.